# Strażnicy Dobrej Nowiny
Strażnicy Dobrej Nowiny (ang. The Story Keepers, 1995–1997) – amerykańsko-irlandzki serial animowany, dawniej emitowany w Polsce na kanale Canal+ oraz TVP Bydgoszcz.

## Bohaterowie
- Ben
- Helena
- Anna
- Cyrus
- Justin
- Marcus
- Zack

Bohaterowie drugoplanowi
- Tacticus
- Miriam
- Salem
- Capella
- Nichilus
- Neron

## Wersja polska
Opracowanie wersji polskiej: na zlecenie Canalu+ – Start International Polska

Reżyseria: Dobrosława Bałazy

Dialogi polskie:
- Ewa Ziemska (odc. 1-6, 9, 11-13),
- Magdalena Dwojak (odc. 7-8, 10)

Dźwięk i montaż: Janusz Tokarzewski

Kierownictwo produkcji: Alicja Jaśkiewicz

Udział wzięli:
- Janusz Bukowski
- Monika Stasiak
- Agnieszka Maliszewska
- Jakub Jabłoński
- Michał Bialik
- Dawid Izban
- Andrzej Ferenc
- Piotr Szwedes
- Adam Bauman
- Włodzimierz Izban
- Jacek Jarosz
- Ryszard Nawrocki
- Wiesław Machowski
- Mirosław Kowalczyk
- Robert Tondera
- Jacek Kopczyński
- Barbara Szamborska
- Jacek Brzostyński
- Włodzimierz Press
- Tomasz Marzecki

i inni

### Świąteczna opowieść
Wersja polska: Telewizyjne Studia Dźwięku – Warszawa

Tekst: Barbara Włoczewska-Dobiecka

Tłumaczenie: Artur Boryczko

Czytał: Maciej Gudowski

### Wielkanocna opowieść
Wersja polska: Telewizja Polska

Tekst: Artur Boryczko

Fragmenty „Nowego Testamentu” z Wydawnictwa Brytyjskiego i Zagranicznego Towarzystwa Biblijnego

Czytał: Maciej Gudowski

## Spis odcinków
| N/o               | Polski tytuł           | Angielski tytuł            |
| ----------------- | ---------------------- | -------------------------- |
|                   |                        |                            |
| SERIA PIERWSZA    |                        |                            |
|                   |                        |                            |
| 01                | Ucieczka               | Breakout                   |
|                   |                        |                            |
| 02                | Żegluga po akweduktach | Raging Waters              |
|                   |                        |                            |
| 03                | W katakumbach          | Catacomb Rescue            |
|                   |                        |                            |
| 04                | Gniew cezara           | Ready, Aim, Fire!          |
|                   |                        |                            |
| 05                | Galernicy              | Sink or Swim               |
|                   |                        |                            |
| 06                | Gwiazda na Wschodzie   | Starlight Escape           |
|                   |                        |                            |
| 07                | Lwia rodzina           | Roar in the Night          |
|                   |                        |                            |
| 08                | Książę Cyro            | Captured!                  |
|                   |                        |                            |
| 09                | Właściwy wybór         | Trapped!                   |
|                   |                        |                            |
| 10                | Zdrajca wśród nas      | Tricked by a Traitor       |
|                   |                        |                            |
| 11                | Pojmanie               | Tried & True               |
|                   |                        |                            |
| 12                | Ukrzyżowanie           | Caught at the Crossroads   |
|                   |                        |                            |
| 13                | Aż po krańce ziemi     | To the Ends of the Earth   |
|                   |                        |                            |
| ODCINKI SPECJALNE |                        |                            |
|                   |                        |                            |
| 14                | Wielkanocna opowieść   | The Easter Storykeepers    |
|                   |                        |                            |
| 15                | Świąteczna opowieść    | The Christmas Storykeepers |
|                   |                        |                            |